# Thallium(I)-sulfid
Thallium(I)-sulfid ist eine anorganische chemische Verbindung des Thalliums aus der Gruppe der Sulfide.

## Gewinnung und Darstellung
Thallium(I)-sulfid kann durch Reaktion von Thallium mit Schwefel
{\displaystyle {\ce {2Tl + S -> Tl2S}}}
oder durch Reaktion von Thalliumethylat mit Schwefelwasserstoff gewonnen werden.
{\displaystyle {\ce {2TlOC2H5 + H2S -> Tl2S + 2C2H5OH}}}

## Eigenschaften
Thallium(I)-sulfid ist ein als feines Pulver tiefschwarzer Feststoff, der in Wasser praktisch unlöslich ist. Er schmiert beim Verreiben ähnlich wie Graphit. Oberhalb 300 °C beginnt Verflüchtigung der Verbindung. Thallium(I)-sulfid besitzt eine trigonale Kristallstruktur in der Raumgruppe R3 (Raumgruppen-Nr. 146) ähnlich dem Blei(II)-iodid-Typ mit den Gitterparametern a = 12,150 Å und c = 18,190 Å.

## Vorkommen
Thallium(I)-sulfid kommt natürlich als Mineral Carlinit vor.